# Hayn
Hayn là một đô thị thuộc huyện Mansfeld-Südharz, Sachsen-Anhalt, Đức. Đô thị Hayn có diện tích 20,04 km², dân số thời điểm ngày 31 tháng 12 năm 2006 là 584 người.